# Disconectes ovaloides
Disconectes ovaloides är en kräftdjursart som först beskrevs av Menzies 1962.  Disconectes ovaloides ingår i släktet Disconectes och familjen Munnopsidae. Inga underarter finns listade i Catalogue of Life.